# Ridderorden in de Malediven
Op de Malediven , een archipel in de Indische oceaan die in 1965 onafhankelijkheid van het Verenigd Koninkrijk verkreeg werden niet minder dan twaalf ridderorden ingesteld.
- De Aanzienlijke Orde van Ghazi, een rood lint met een brede groene middenstreep waarop drie witte strepen staan.
- De Aanzienlijke Orde van Izzuddin, een groen lint met een brede rode middenstreep met twee witte strepen.
- De Aanzienlijke Orde van Sahheed Ali, een lint met drie rode en twee witte strepen.
- De Aanzienlijke Orde van Alexander de Grote (Nishan-i-Iskander) ook "Aanzienlijke Orde van Ibrahim genoemd, een lint van drie groene en twee witte strepen.
- De Aanzienlijke Orde van Majeedy, een lint van drie rode en drie witte strepen met een smalle witte middenstreep

Men zou kunnen stellen dat de vijf bovengenoemde orden samen één ridderorde vormen, de door Muhammed Farid I in 1965 ingestelde "Nishan Izzaiythera Verikan". Anderen noemen vijf verschillende orden. Zeker is dat iedere graad een ander lint heeft.
Verder worden genoemd:
- De Aanzienlijke Orde van de Strijdkrachten
- De Orde van het Leiderschap